# Фудзии, Кацухиса
Кацухиса Фудзии (яп. 藤井 克久; 15 августа 1972, Фукуяма) — японский боец смешанного стиля, представитель тяжёлой весовой категории. Выступал на профессиональном уровне в период 1996—2010 годов, известен по участию в турнирах таких бойцовских организаций как UFC, Pride, Pancrase, Rings, M-1 Global, Deep, был претендентом на титул чемпиона Pancrase в тяжёлом весе. Также занимался профессиональным реслингом.

## Биография
Кацухиса Фудзии родился 15 августа 1972 года в городе Фукуяма префектуры Хиросима. Ещё во время обучения в средней школе увлёкся единоборствами, занимался дзюдо и борьбой. Позже тренировался в зале Super Tiger Gym известного реслера Сатору Саямы.
Дебютировал в смешанных единоборствах в марте 1996 года, свой первый поединок проиграл решением судей Рюте Сакураи. Дважды выступил в промоушене Shooto, где одержал одну победу и потерпел одно поражение.
Благодаря череде удачных выступлений в 1999 году привлёк к себе внимание крупной американской организации Ultimate Fighting Championship, на домашнем турнире в Японии провёл за один вечер два боя: один выиграл и один проиграл. Дальнейшую свою судьбу связал с такими японскими промоушенами как Pancrase, Deep и Fighting Network Rings. Наиболее примечательный поединок в этот период — сражение со знаменитым бразильцем Антониу Рожериу Ногейрой, который поймал его на рычаг локтя, и была зафиксирована техническая сдача. Также в 2001 году претендовал на вакантный титул чемпиона Pancrase в тяжёлом весе, но не смог победить другого претендента Кадзуо Такахаси.
В мае 2002 года на турнире Premium Challenge Фудзии встречался с российским самбистом Михаилом Илюхиным и проиграл ему сдачей, попавшись в «гильотину». В 2004 году провёл два боя в крупнейшей японской бойцовской организации Pride Fighting Championships, где в частности был нокаутирован украинским кикбоксером Игорем Вовчанчиным. В дальнейшем дрался с попеременным успехом в различных менее престижных промоушенах, в 2008 году отметился двумя выступлениями на турнирах M-1 Challenge, проиграв в том числе россиянину Ахмеду Султанову. В июне 2009 года единогласным решением судей проиграл корейцу Чхве Му Бэ, бывшему борцу греко-римского стиля. Последний раз дрался по правилам ММА в 2010 году, когда на турнире Deep в Токио потерпел поражение от соотечественника Рюты Нодзи. Всего имеет в послужном списке 28 профессиональных поединков, из них 9 выиграл, 18 проиграл, в одном случае была зафиксирована ничья.
Помимо смешанных единоборств Кацухиса Фудзии также регулярно выступал в профессиональном реслинге, неоднократно принимал участие в шоу таких промоушенов как Pro Wrestling Zero1 и Hustle, был партнёром по команде Наои Огавы.

## Статистика в профессиональном ММА
| Боёв 28  | Побед 9 | Поражений 18 |
| -------- | ------- | ------------ |
| Нокаутом | 3       | 7            |
| Сдачей   | 3       | 6            |
| Решением | 3       | 5            |
| Ничьи    | 1       | 1            |

| Результат | Рекорд | Соперник                | Способ                          | Турнир                                | Дата             | Раунд | Время | Место                   | Примечание                                     |
| --------- | ------ | ----------------------- | ------------------------------- | ------------------------------------- | ---------------- | ----- | ----- | ----------------------- | ---------------------------------------------- |
| Поражение | 9-18-1 | Рюта Нодзи              | TKO (удары руками)              | Deep: 46 Impact                       | 28 февраля 2010  | 1     | 3:18  | Токио, Япония           |                                                |
| Поражение | 9-17-1 | Чхве Му Бэ              | Единогласное решение            | Pancrase: Changing Tour 3             | 7 июня 2009      | 2     | 5:00  | Токио, Япония           |                                                |
| Поражение | 9-16-1 | Ли Сан Су               | TKO (удары руками)              | Deep: Gladiator                       | 16 августа 2008  | 1     | 4:36  | Окаяма, Япония          |                                                |
| Поражение | 9-15-1 | Джесси Гиббс            | TKO (колени и руки)             | M-1 Challenge 5: Japan                | 17 июля 2008     | 1     | 1:34  | Токио, Япония           |                                                |
| Поражение | 9-14-1 | Ахмед Султанов          | Сдача (рычаг локтя)             | M-1 Challenge 2: Russia               | 3 апреля 2008    | 1     | 0:54  | Санкт-Петербург, Россия |                                                |
| Поражение | 9-13-1 | Ясухито Намэкава        | Решение большинства             | Deep: 32 Impact                       | 10 октября 2007  | 2     | 5:00  | Токио, Япония           |                                                |
| Победа    | 9-12-1 | Юдзи Сакураги           | Решение большинства             | Deep: Glove                           | 26 июля 2007     | 2     | 5:00  | Токио, Япония           |                                                |
| Поражение | 8-12-1 | Дзюмпэй Хамада          | Раздельное решение              | MARS 6: Rapid Fire                    | 22 декабря 2006  | 2     | 5:00  | Иокогама, Япония        |                                                |
| Поражение | 8-11-1 | Элвис Синосич           | Сдача (рычаг локтя)             | X-plosion                             | 18 августа 2006  | 1     | N/A   | Австралия               |                                                |
| Поражение | 8-10-1 | Игорь Вовчанчин         | KO (удары руками)               | PRIDE: Bushido 5                      | 14 октября 2004  | 1     | 4:02  | Осака, Япония           |                                                |
| Победа    | 8-9-1  | Ким Джин О              | Сдача (удушение сзади)          | PRIDE: Bushido 3                      | 23 мая 2004      | 1     | 2:58  | Иокогама, Япония        |                                                |
| Победа    | 7-9-1  | Хироя Такада            | Решение большинства             | Pancrase: 2002 Anniversary Show       | 29 сентября 2002 | 3     | 5:00  | Иокогама, Япония        |                                                |
| Поражение | 6-9-1  | Михаил Илюхин           | Сдача (гильотина)               | Premium Challenge                     | 6 мая 2002       | 1     | 5:45  | Токио, Япония           |                                                |
| Победа    | 6-8-1  | Майк Томас              | Сдача (рычаг колена)            | Tropical Fights 3                     | 19 февраля 2002  | 1     | N/A   | Таити                   |                                                |
| Поражение | 5-8-1  | Хиротака Ёкои           | Единогласное решение            | Rings: World Title Series Grand Final | 15 февраля 2002  | 3     | 5:00  | Иокогама, Япония        |                                                |
| Поражение | 5-7-1  | Кадзуо Такахаси         | TKO (удары руками)              | Pancrase: Proof 7                     | 1 декабря 2001   | 1     | 1:12  | Иокогама, Япония        | Бой за титул чемпиона Pancrase в тяжёлом весе. |
| Победа    | 5-6-1  | Осами Сибуя             | Единогласное решение            | Pancrase: 2001 Anniversary Show       | 30 сентября 2001 | 3     | 5:00  | Канагава, Япония        |                                                |
| Победа    | 4-6-1  | Джейсон Делючия         | TKO (травма колена)             | Pancrase: 2001 Anniversary Show       | 30 сентября 2001 | 1     | 5:00  | Канагава, Япония        |                                                |
| Поражение | 3-6-1  | Антониу Рожериу Ногейра | Техническая сдача (рычаг локтя) | Deep: 2nd Impact                      | 18 августа 2001  | 1     | 3:59  | Иокогама, Япония        |                                                |
| Поражение | 3-5-1  | Марселу Тигре           | Сдача (удушение сзади)          | Deep: 1st Impact                      | 8 января 2001    | 2     | 2:27  | Нагоя, Япония           |                                                |
| Ничья     | 3-4-1  | Джейсон Делючия         | Ничья                           | Pancrase: Trans 7                     | 4 декабря 2000   | 1     | 15:00 | Токио, Япония           |                                                |
| Победа    | 3-4    | Джонни Хаски            | Сдача (болевой)                 | Pancrase: Trans 6                     | 31 октября 2000  | 1     | 1:40  | Токио, Япония           |                                                |
| Поражение | 2-4    | Кэнъити Ямамото         | Сдача (рычаг колена)            | UFC 23                                | 19 ноября 1999   | 1     | 4:15  | Токио, Япония           |                                                |
| Победа    | 2-3    | Масутацу Яно            | TKO (удары руками)              | UFC 23                                | 19 ноября 1999   | 2     | 3:12  | Токио, Япония           |                                                |
| Поражение | 1-3    | Кохэй Сато              | TKO (удары руками)              | Shooto: Renaxis 2                     | 16 июля 1999     | 1     | 4:05  | Токио, Япония           |                                                |
| Победа    | 1-2    | Даниэль Квонян          | TKO (punches)                   | Shooto: Reconquista 2                 | 6 апреля 1997    | 1     | 0:44  | Токио, Япония           |                                                |
| Поражение | 0-2    | Дэвид Паалуи            | TKO (удары руками)              | SuperBrawl 2                          | 11 октября 1996  | 1     | 0:55  | Гонолулу, США           |                                                |
| Поражение | 0-1    | Рюта Сакураи            | Решение судей                   | Lumax Cup: Tournament of J '96        | 30 марта 1996    | 2     | 3:00  | Япония                  |                                                |